# Англо-руски споразум
Англо-руски споразум или Англо-руска конвенција из 1907. потписана је 31. августа 1907. године у Санкт Петербургу. У име Руске Империје споразум је потписао министар иностраних послова Александар Извољски, а у име Уједињеног Краљевства сер Артур Николсон, британски амбасадор у Русији.
Конвенција је уследила након више деценија супарништва између две силе. Она је одредила поделу интересних сфера између њих у Персији, Авганистану и на Тибету. Њен примарни циљ било је спречавање немачке експанзије у овим подручјима. Овај споразум је заједно са Entente Cordiale из 1904. и Француско-руским савезом из 1892. године довео до стварања Тројног уговора који су чинили Уједињено Краљевство, Француска и Руска Империја.
Одредбе конвенције односиле су се на три питања: на Персију, Авганистан и Тибет:
- Персија је подељена на три зоне: британску зону на југу, руску зону на северу и неутралну зону која би их раздвајала.
- Русија је требало да призна британски протекторат над Авганистаном.[2][3]
- Обе државе су се сложиле да ће Тибет потпадне под суверенитет Кине.

Део уговора који се односио на Персију потписан је без знања и консултовања Персије што је довело до протеста персијског парламента. Персија је тек касније информисана о овом документу, 16. септембра 1907. године. И авганистански емир је одбио да прихвати део уговора који се односио на његову земљу. Такође ни Тибет није признавао кинески суверенитет над својом територијом.